# Flagnac
Flagnac är en kommun i departementet Aveyron i regionen Occitanien i södra Frankrike. Kommunen ligger  i kantonen Decazeville som ligger i arrondissementet Villefranche-de-Rouergue. År 2022 hade Flagnac 1 081 invånare.

## Befolkningsutveckling
Antalet invånare i kommunen Flagnac
Referens: INSEE